# Біляни (Балезінський район)
Біля́ни (рос. Беляны) — присілок в Балезінському районі Удмуртії, Росія.

## Населення
Населення — 12 осіб (2010; 23 в 2002).
Національний склад станом на 2002 рік:
- удмурти — 100 %